# Becky Massey
Pour les articles homonymes, voir Massey.
Becky Massey, née le 21 mars 2000, est une joueuse belge de basket-ball évoluant au poste de pivot. Elle est la sœur jumelle de Billie Massey, elle aussi internationale belge de basket-ball.

## Biographie
Avec sa sœur jumelle  Billie Massey, elle évolue avec l'équipe nationale de Belgique.
En 2022, elle dispute sa première coupe du monde en septembre où la Belgique termine cinquième. Elle dispute également ses 2 premiers matchs qualificatifs pour l'Euro 2023 où la Belgique bat la Macédoine du Nord (112 - 41) et la Bosnie-Herzégovine (100 - 60).
En 2023, elle prend part aux 2 derniers matchs de qualifications et pour le tournoi final de l'Euro 2023 où la Belgique bat l'Allemagne (44 - 69) et la Macédoine du Nord (43 - 102) en février et Israël (108 - 59), la Tchéquie (84 - 41) et l'Italie (72 - 64) en groupes, la Serbie (93 - 53) en quarts de finale, la France (67 - 63) en demi-finale et l'Espagne (64 - 56) en finale.
En club, elle joue pour le CB Estudiantes,.

## Palmarès

### Équipe nationale
- Médaille d'or Euro 2023 et Euro 2025